# Список умерших в 1050 году

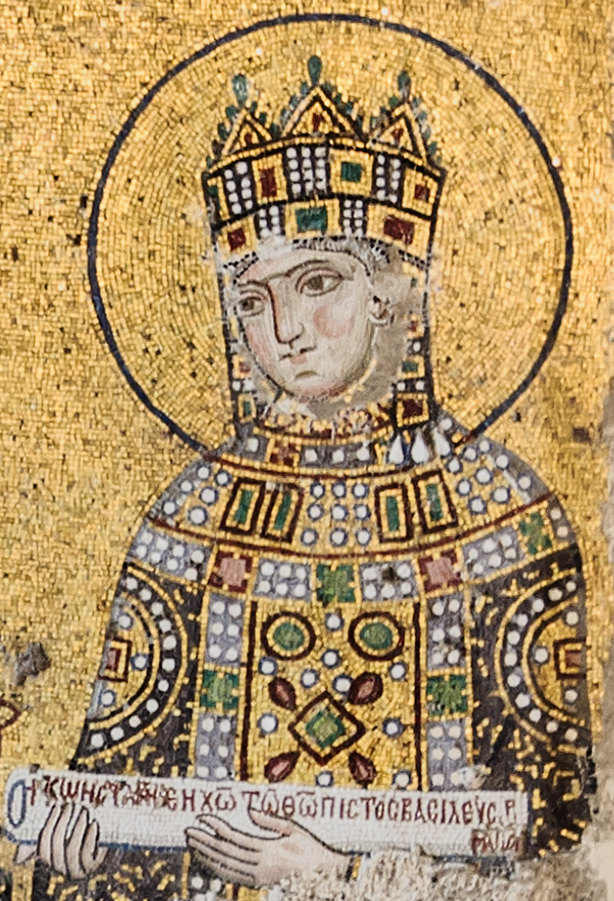
Зоя Порфирородная

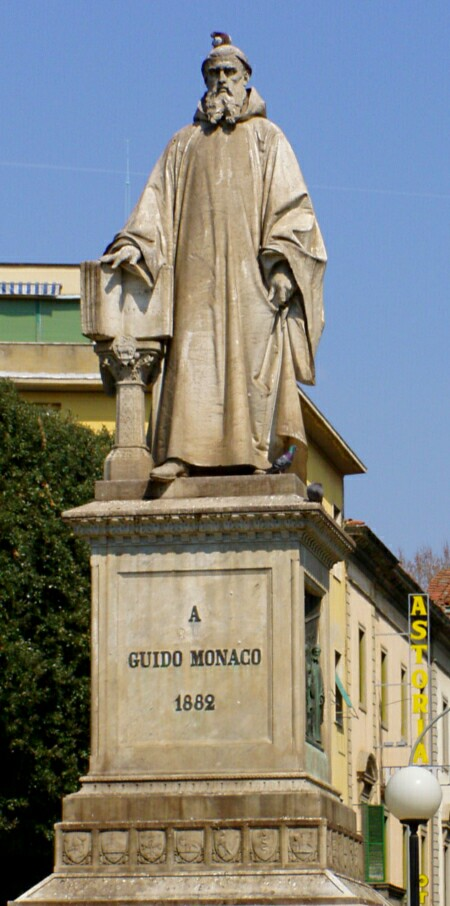
Гвидо д’Ареццо

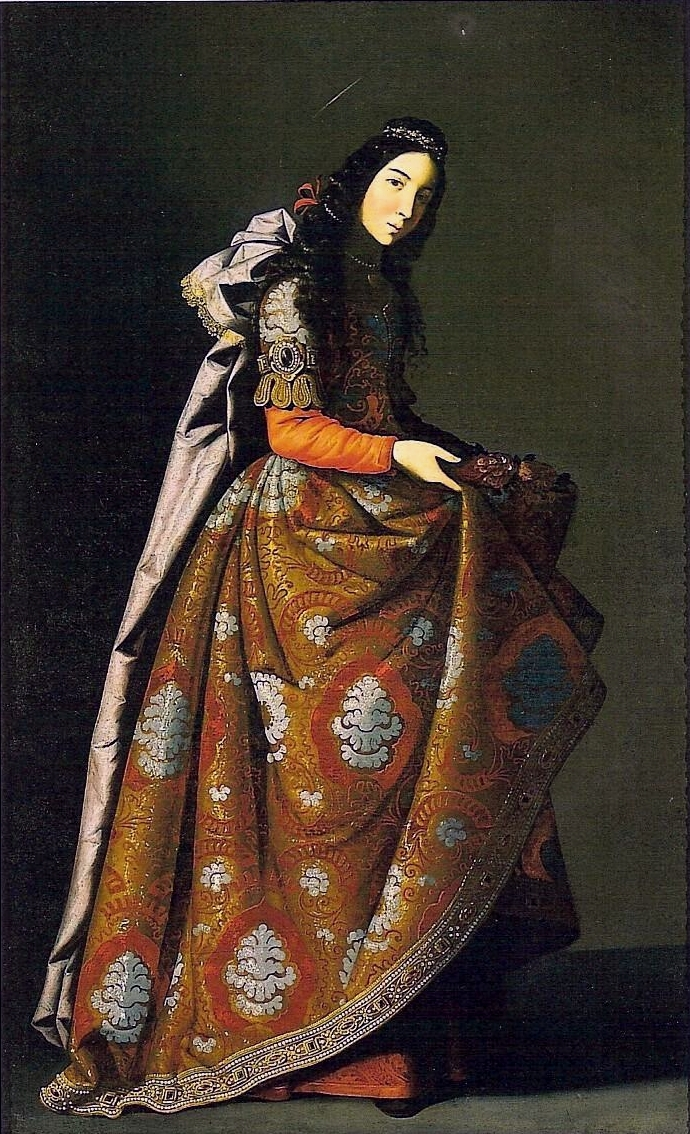
Касильда Сарацинка

В этой статье представлен список известных людей, умерших в 1050 году.
См. также: Категория:Умершие в 1050 году

## Февраль
- 8 февраля — Готфрид — маркграф Карантанской марки (соправитель отца) и первый граф Питтена (1042—1050).
- 10 февраля — Ингигерда — великая киевская княгиня-консорт (1019—1050), жена князя Ярослава Владимировича Мудрого

## Апрель
- 12 апреля — Алферио Лакавский — католический святой, основатель аббатства Святой Троицы, Италия.

## Июнь
- Зоя Порфирородная — византийская императрица-консорт (1028—1041) (жена императоров Романа III Аргира (1028—1034) и Михаила IV Пафлагонского (1034—1041), византийская императрица (1042) (совместно с Феодорой), византийская императрица-консорт (1042—1050) (жена императора Константина IX Мономаха)

## Октябрь
- 29 октября — Эадсиге — архиепископ Кентерберийский с 1038 года, короновавший Эдуарда Исповедника

## Дата неизвестна или требует уточнения
- Анунд Якоб — король Швеции с 1022 года.
- Бернар (Бернат) I[англ.] — граф Берги с 1035 года.
- Бухт Нассар Али ибн Ахмад — Ширваншах (1049—1050).
- Варфоломей Гроттаферратский — аббат, святой римско-католической церкви[1].
- Вифред II — граф Сердани (988—1035), граф Берги (1003—1035)
- Гвидо д’Ареццо — итальянский теоретик музыки, один из крупнейших в эпоху Средних веков.
- Герлева — виконтесса де Контевилль, мать герцога Нормандии и короля Англии Вильгельма I Завоевателя.
- Гудрид Торбьярнардоттир — исландская путешественница, жена Торфинна Карлсефни.
- Ал-Джайяни — западноарабский математик, астроном и законовед.
- Ибн-Джанах, Абульвалид Мерван — испанский раввин (ришоним), еврейский филолог.
- Касильда Сарацинка — католическая святая.
- Маудуд ибн Масуд — султан Ганневидского государства (1041—1050).
- Мендо III Нуньес — граф Португалии с 1028 года
- Пандульф IV («Волк из Абруцци») — князь Капуи (1016—1022, 1026—1038, 1047—1050).
- Рутгер I — первый правитель графства Клеве, образованного в 1020 или 1025 году в результате раздела графства Хамаланд.
- Сурьяварман I —  король Кхмерской империи (Камбуджадеша) (ок. 1006—1050)
- У Цзунъюань — китайский художник
- Христофор Митиленский — византийский поэт